# Raymond Mhlaba
Raymond Mhlaba, född 12 februari 1920 i Fort Beaufort, Sydafrika, död 20 februari 2005 i Port Elizabeth, Sydafrika, var en sydafrikansk anti-apartheidaktivist och politisk fånge som tillbringade 25 år i fängelse under apartheidregimen.